# NKN
新型網路架構（直译：NKN），是基於區塊鏈以及對等網絡的網路傳輸協定，成立宗旨在共享網絡頻寬以及網路連結。

## 技術實現
NKN為了實現去中心化的對等網絡通信，嘗試用公開金鑰加密的概念作為全球定址方案。該方案使用了弦狀的分散式雜湊表（Chord Distributed Hash Table (DHT)），並且宣稱所有檔案、終端等可以透過這個表來定址。

## 共識機制
NKN宣稱該架構的共識機制是根據元胞自動機（Cellular Automata）以及伊辛模型（Ising Model）構建而成，根據實驗結果，該共識機制對於簡單的多數原則在少量的反覆運算中即可達成一致，並可以擴展到更大數量的節點數。 

## 里程碑
NKN項目開始於2018年1月，並且有Mathematica的作者史蒂芬·沃爾夫勒姆以及密碼學者惠特菲爾德·迪菲作為顧問。
2020年3月23號，美國GSM協會報道NKN與中國電信達成合作，應用nCDN向中國某一線視屏廠商提供新型的檔案傳輸方式。
2020年4月14號,根據美國CoinDesk报道，NKN与百度旗下的愛奇藝签订合作协议，並宣稱能基於NKN區塊鏈的網絡分享功能來提升用戶體驗。